# Joe Gelhardt
Joseph Paul Gelhardt, detto Joe Gelhardt (Liverpool, 4 maggio 2002), è un calciatore inglese di origini tedesche, attaccante dell'Hull City, in prestito dal Leeds Utd.

## Caratteristiche tecniche
È un attaccante mancino che predilige agire da centravanti, ma può essere impiegato anche come seconda punta. Forte fisicamente e dotato di un buon dribbling, per le sue caratteristiche è stato spesso paragonato a Wayne Rooney.

## Carriera

### Club
Calcisticamente cresciuto nel settore giovanile del Wigan, ha debuttato in prima squadra il 14 agosto 2018, a soli sedici anni, nella partita di Football League Cup persa per 1-3 contro il Rotherham Utd; dieci giorni più tardi ha firmato il suo primo contratto da professionista. Il 14 settembre 2019 ha realizzato la sua prima rete in carriera, in occasione dell'incontro di Football League Championship pareggiato per 2-2 contro l'Hull City.
Il 10 agosto 2020 è stato acquistato dal Leeds Utd, con cui ha firmato un contratto quadriennale. Dopo una prima stagione trascorsa con la formazione riserve, nel 2021 è stato aggregato alla prima squadra e ha debuttato il 21 settembre contro il Fulham in Football League Cup (0-0). Il 16 ottobre seguente ha giocato la sua prima partita in Premier League, nella sconfitta per 0-1 contro il Southampton, mentre l'11 dicembre ha realizzato la sua prima rete in massima serie nella sconfitta per 2-3 contro il Chelsea. Il 13 marzo 2022 ha deciso, con un gol al 92º minuto di gioco, la sfida salvezza contro il Norwich City vinta dal Leeds per 2-1.
Nella stagione 2022-23, le 10 presenze di Gelhardt fino alla fine di ottobre sono state per lo più limitate a sostituzioni in ritardo, principalmente per Sinisterra e Rodrigo, concedendogli poco tempo per impressionarsi sulla direzione del gioco. Il 27 gennaio 2023, Gelhardt si è unito al Sunderland in prestito fino alla fine della stagione 2022-23. Ha segnato il suo primo gol con il Sunderland il 21 febbraio 2023 nella sconfitta per 2-1 contro il Rotherham United. Terminerà la stagione con 20 presenze e 3 reti in Championship, non venendo riscattato del club che, il 31 maggio 2023, lo rispedisce al Leeds United.

### Nazionale
Ha giocato nelle nazionali giovanili inglesi Under-16, Under-17, Under-18 ed Under-20.

## Statistiche

### Presenze e reti nei club
Statistiche aggiornate al 12 novembre 2022.
| Stagione            | Squadra             | Campionato          | Campionato | Campionato | Coppe nazionali | Coppe nazionali | Coppe nazionali | Coppe continentali | Coppe continentali | Coppe continentali | Altre coppe | Altre coppe | Altre coppe | Totale | Totale |
| Stagione            | Squadra             | Comp                | Pres       | Reti       | Comp            | Pres            | Reti            | Comp               | Pres               | Reti               | Comp        | Pres        | Reti        | Pres   | Reti   |
| ------------------- | ------------------- | ------------------- | ---------- | ---------- | --------------- | --------------- | --------------- | ------------------ | ------------------ | ------------------ | ----------- | ----------- | ----------- | ------ | ------ |
| 2018-2019           | Wigan               | FLC                 | 1          | 0          | FACup+CdL       | 1+0             | 0               |                    | -                  | -                  |             | -           | -           | 2      | 0      |
| 2019-2020           | Wigan               | FLC                 | 18         | 1          | FACup+CdL       | 1+0             | 0               |                    | -                  | -                  |             | -           | -           | 19     | 1      |
| Totale Wigan        | Totale Wigan        | Totale Wigan        | 19         | 1          |                 | 2               | 0               |                    | -                  | -                  |             | -           | -           | 21     | 1      |
| 2020-2021           | Leeds Utd           | PL                  | 0          | 0          | FACup+CdL       | 0+0             | 0+0             | -                  | -                  | -                  | -           | -           | -           | 0      | 0      |
| 2021-2022           | Leeds Utd           | PL                  | 20         | 2          | FACup+CdL       | 0+2             | 0+0             | -                  | -                  | -                  | -           | -           | -           | 22     | 2      |
| 2022-2023           | Leeds Utd           | PL                  | 11         | 0          | FACup+CdL       | 0+1             | 0+0             | -                  | -                  | -                  | -           | -           | -           | 12     | 0      |
| Totale Leeds United | Totale Leeds United | Totale Leeds United | 31         | 2          |                 | 3               | 0               |                    | -                  | -                  |             | -           | -           | 34     | 2      |
| Totale carriera     | Totale carriera     | Totale carriera     | 35         | 2          |                 | 5               | 0               |                    | -                  | -                  |             | -           | -           | 40     | 2      |